# Taxandria inundata
Taxandria inundata är en myrtenväxtart som beskrevs av Judith Roderick Wheeler och Neville Graeme Marchant. Taxandria inundata ingår i släktet Taxandria och familjen myrtenväxter. Inga underarter finns listade i Catalogue of Life.